# Glavan
Glavan je priimek v Sloveniji, ki ga je po podatkih Statističnega urada Republike Slovenije na dan 1. januarja 2010 uporabljalo 461  oseb in je med vsemi priimki po pogostosti uporabe uvrščen na 701. mesto.

## Znani nosilci priimka
- Alenka Glavan Vrtovec, prevajalka, prof. angl. in fr.
- Andrej Glavan (*1943), prvi novomeški škof
- Franc Glavan (*1927), pravnik in politolog
- Ivan Glavan (1921—2015), partizan prvoborec
- Jernej Glavan (*1999), deskar na snegu
- Gordana Glavan, biotehnologinja
- Matjaž Glavan (*1981), agronom, doc. BF UL
- Mihael Glavan (1945—2022), bibliotekar, literarni zgodovinar, publicist in urednik
- Polona Glavan (*1974), pisateljica in prevajalka
- Robi Glavan (*1991), dvoranski nogometaš
- Rok Glavan (*1969), knjižni antikvar
- Samo Glavan (*1960), kantavtor, radijec, podjetnik
- Tone Glavan (1920—1992), knjigar, knjigotržec, publicist, pisatelj

## Tuji nosilci
- Darko Glavan (*1951), hrvaški rock-kritik in publicist